# DeaDBeeF
DeaDBeeF — компьютерная программа для воспроизведения аудиофайлов, музыкальный проигрыватель. Доступна для GNU/Linux и других UNIX-подобных операционных систем, является открытым ПО и распространяется бесплатно. Версия для Android имеет как платный, так и бесплатный варианты.

## История создания и название
В августе 2009 года была представлена первая публичная версия проигрывателя. В качестве названия автор использовал вариант написания магического числа 0xDEADBEEF.
DeaDBeeF был написан автором, поскольку его не удовлетворяла функциональность существующих музыкальных проигрывателей под GNU/Linux.

## Сведения о функциональности[4]
Среди функциональных особенностей проигрывателя можно выделить следующие:
- поддержка воспроизведения форматов MP3, FLAC, Monkey's Audio, True Audio, OGG Vorbis, WavPack, Musepack, AAC (m4a, mp4), ALAC, WMA, WAV, DTS, audio CD, множества форматов трекерной музыки и музыки с игровых приставок
- поддержка cuesheet в виде внешнего файла и встроенных, поддержка формата iso.wv
- поддержка национальной кодировки win-1251 в тегах ID3 и cuesheet, автодетектирование кодировок win-1251 и ISO 8859-1
- отсутствие зависимости от библиотек GNOME/KDE и декодеров проекта gstreamer
- архитектура проигрывателя позволяет расширять функциональность с помощью плагинов
- поддержка gapless-воспроизведения для форматов FLAC, Monkey's Audio (APE), True Audio (TTA), OGG Vorbis, WavPack, WAV, Musepack, ALAC
- поддержка форматов TAK, opus[5] и других c использованием библиотек проекта ffmpeg
- поддержка настраиваемых системных уведомлений (OSD) с возможностью отображения обложки альбома
- поддержка чтения и записи плей-листов в форматах M3U и PLS
- воспроизведение Интернет-радиостанций форматов shoutcast/icecast (mp3, aac, ogg-vorbis), mms (wma), воспроизведение обычных файлов формата mp3 по http и ftp (подкасты)
- поддержка настраиваемых глобальных горячих клавиш
- чтение и запись тегов ID3v1, ID3v2, APEv2, vorbis-comments, mp4 itunes tags[6], поддержка массового редактирования тегов
- высококачественный ресемплинг
- вывод звука через системы ALSA, PulseAudio и OSS (нативно), а также через JACK и PipeWire посредством сторонних расширений
- поддержка отсылки статистики на last.fm/libre.fm
- конвертер с возможностью массового конвертирования треков
- воспроизведение с учётом данных replaygain
- воспроизведение многоканальных форматов

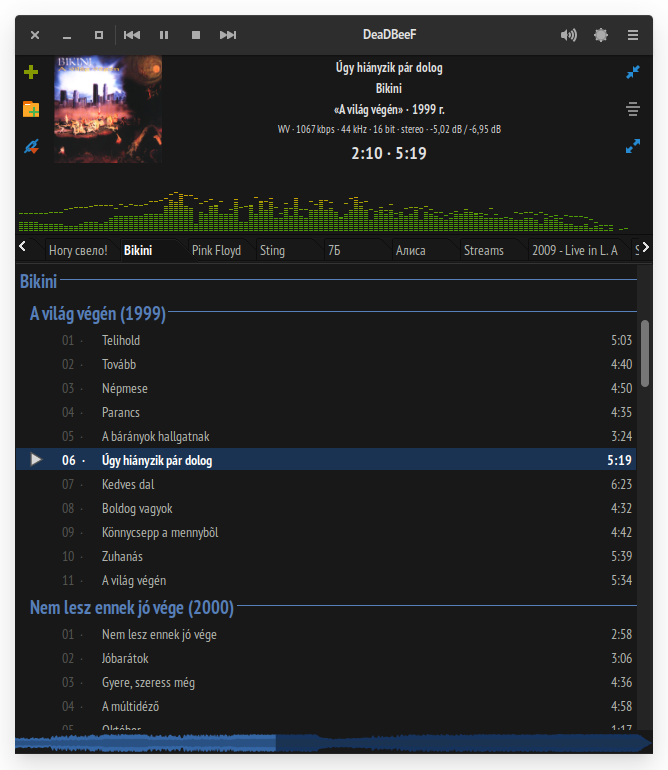
Вариант конфигурации графического интерфейса DeaDBeeF (GTK3) с использованием «режима дизайна» и сторонних расширений.

- Вариант конфигурации графического интерфейса DeaDBeeF (GTK3) с использованием «режима дизайна» и сторонних расширений.графический интерфейс написан с использованием библиотек GTK+ и имеет следующие отличительные черты:
широкие возможности настройки внешнего вида проигрывателя
одновременная работа с несколькими плей-листами
возможность отображения обложек альбомов
поддержка пользовательских группировки и сортировки треков в плей-листе
настраиваемые колонки плей-листа
18-полосный графический эквалайзер
интерфейс переведён добровольцами на множество языков, включая русский

### Portable-версия
Для загрузки доступна версия проигрывателя, имеющая среди зависимостей только базовые системные библиотеки, это позволяет получить полнофункциональную версию проигрывателя на любых, в том числе устаревших, дистрибутивах GNU/Linux, не тратя время на поиск пакетов или самостоятельную сборку.

### Поддержка других OC
Известно о примерах успешного использования проигрывателя под операционными системами FreeBSD и OpenIndiana, однако у автора нет возможности в полной мере поддерживать ОС, отличные от GNU/Linux, без помощи добровольцев. Хотя в changelog’ах появляются сообщения об исправлениях на данных платформах, например, на FreeBSD. Также ведётся работа по портированию проигрывателя под ОС Windows.

## Версия для платформы Android
6 июня 2011 года была представлена версия 1.0.0 для мобильной ОС Android.
Версия для Android основывается на тех же компонентах, что и настольная версия, за исключением некоторых плагинов (работа с обложками, горячие клавиши, системные уведомления, ресемплер, плагин вывода звука, конвертер кодировок), интерфейса, который был написан заново, и другого, менее требовательного к ресурсам эквалайзера.
Бесплатная версия отличается от платной наличием рекламы (баннера) и является adware.

## Критика
13 мая 2022 года состоялся релиз версии 1.9.0. Одним из нововведений является удаление файлов с переводами для русского и белорусского языков. Некоторые пользователи предположили, что данное изменение сделано в связи с политическими событиями. Позже поддержка белорусского языка была восстановлена.